# Mungo (ssaki)
Mungo (Mungos) – rodzaj ssaków z podrodziny Mungosinae w obrębie rodziny mangustowatych (Herpestidae).

## Rozmieszczenie geograficzne
Rodzaj obejmuje gatunki występujące w Afryce.

## Morfologia
Długość ciała (bez ogona) 30–45 cm, długość ogona 17,8–31 cm, długość tylnej stopy 5,3–9 cm, długość ucha 2–3,6 cm; masa ciała 0,89–2,2 kg.

## Systematyka
Rodzaj zdefiniowali w 1795 roku francuscy zoolodzy Étienne Geoffroy Saint-Hilaire i Frédéric Cuvier w artykule dotyczącym teriologii opublikowanym na łamach „Magasin Encyclopédique: ou journal des sciences, des lettres et des arts”. Autorzy nie wskazali gatunku typowego; w 1819 roku Muirhead wyznaczył jako gatunek typowy Viverra mungo J.F. Gmelin, 1788, jednak McKenna i Bell w 1997 argumentowali że to Herpestes fasciatus (Desmarest, 1823) powinien być traktowany jako typ.

### Etymologia
- Mungos (Mungo, Mongo): tel. mangīsu ‘mangusta’ lub mar. mangus ‘mangusta’[12].
- Ariela: heb. Ariel ‘lew Boży’; później ’duch wody, duch powietrza’[13]. Gatunek typowy (oznaczenie monotypowe): Ariela taenionota A.G> Desmarest, 1823 (= Viverra mungo J.F. Gmelin, 1788).

### Podział systematyczny
Do rodzaju należą następujące występujące współcześnie gatunki:
| Grafika | Gatunek          | Autor i rok opisu   | Nazwa zwyczajowa | Podgatunki         | Rozmieszczenie geograficzne | Podstawowe wymiary                       | Status IUCN |
| ------- | ---------------- | ------------------- | ---------------- | ------------------ | --- | ---------------------------------------- | ----------- |
|         | Mungos mungo     | (J.F. Gmelin, 1788) | mungo pręgowany  | gatunek monotypowy | Czarna Afryka (z wyjątkiem lasów deszczowych i obszarów pustynnych) w Senegalu i Gambii, na wschód do Erytrei i Somalii, na południe do Angoli, północno-wschodniej Namibii i wschodniej Południowej Afryki; zakres wysokości: około 1600 m n.p.m. | DC: 30–40 cm DO: 18–31 cm MC: 0,9–1,9 kg | LC          |
|         | Mungos gambianus | (W. Ogilby, 1835)   | mungo gambijski  | gatunek monotypowy | Afryka Zachodnia od Senegalu i Gambii, na wschód do Nigerii | DC: 30–45 cm DO: 23–29 cm MC: 1–2,2 kg   | LC          |

Kategorie IUCN:  LC  – gatunek najmniejszej troski.
Opisano również gatunki wymarłe:
- Mungos dietrichi Petter, 1963[17] (Afryka; pliocen–plejstocen)
- Mungos minutus Petter, 1973[18] (Afryka; plejstocen).